# Haute Cour du Pendjab et de l'Haryana
La Haute Cour du Pendjab et de l'Haryana (en anglais : Punjab and Haryana High Court) est une haute cour de justice pour les États du Pendjab et de l'Haryana située à Chandigarh, en Inde.
L'architecte Le Corbusier est à l'origine de son architecture atypique.

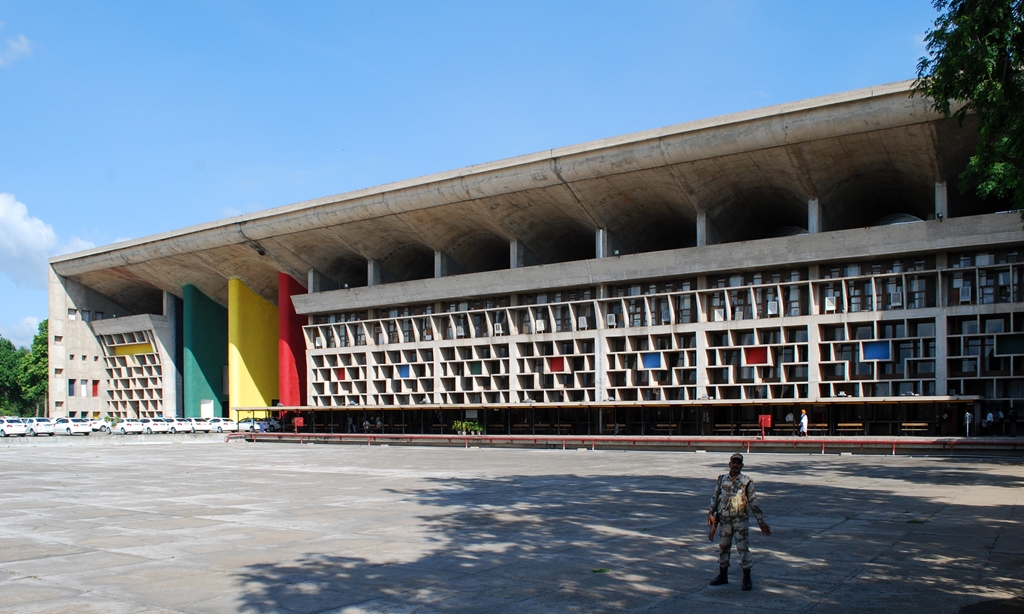
Haute Cour du Pendjab et de l'Haryana.